# مارسل گبهارت
مارسل گبهارت (انگلیسی: Marcel Gebhardt؛ زادهٔ ۱۵ سپتامبر ۱۹۷۹) بازیکن فوتبال اهل آلمان است.
از باشگاه‌هایی که در آن بازی کرده‌است می‌توان به باشگاه فوتبال اوردینگن ۰۵، باشگاه فوتبال لوکوموتیو لایپزیگ، و باشگاه فوتبال کلن اشاره کرد.